# St. Alexander (Daseburg)

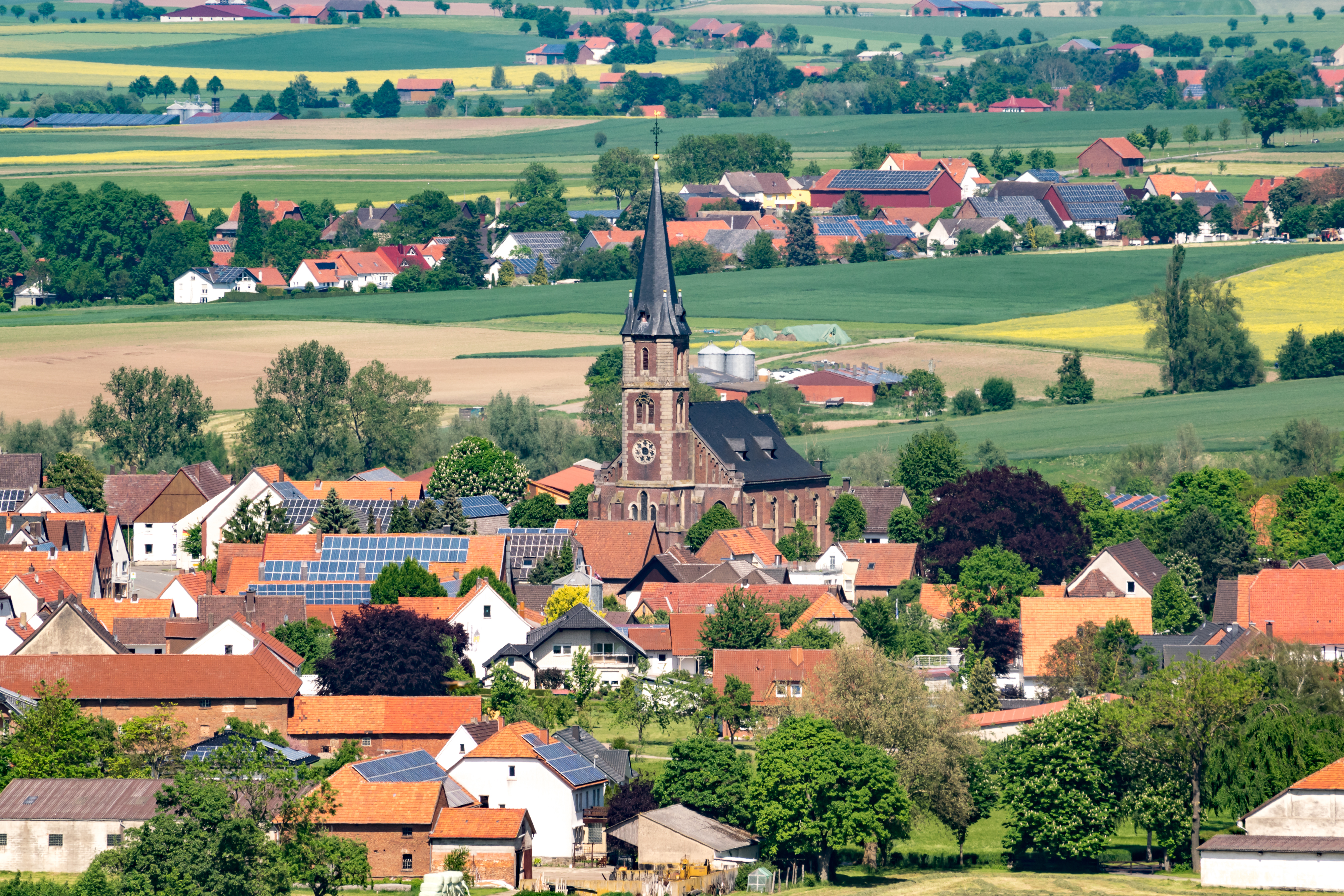
Die Kirche im Ort

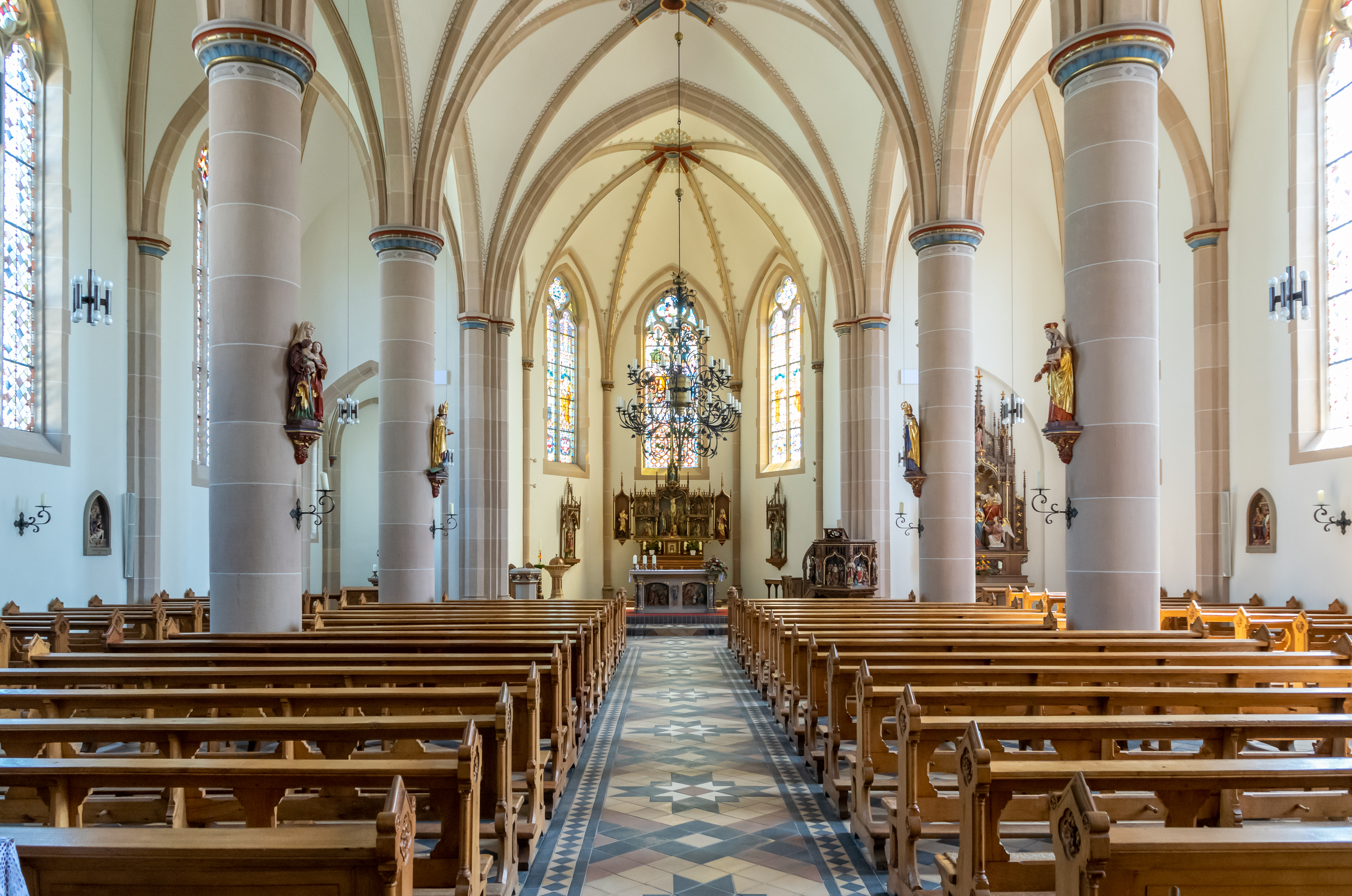
Innenansicht

Die katholische Pfarrkirche St. Alexander ist ein denkmalgeschütztes Kirchengebäude in Daseburg, einem Stadtteil von Warburg im Kreis Höxter, Nordrhein-Westfalen.

## Geschichte und Architektur
Bereits im Jahr 880 wurde das Kirchspiel Daseburg unter dem Paderborner Bischof Luithard zur Pfarrei erhoben. Eine erste Kirche in Daseburg wurde 1231 erwähnt, bestand aber wohl schon viel früher. Patron der Kirche ist der heilige Alexander von Rom, dessen Reliquien 851 nach Wildeshausen überführt wurden. Dieses Patronat deutet auf eine Errichtung der Kirche in der Mitte des 9. Jahrhunderts hin, da sich der nahegelegene Desenberg im Besitz des Grafen Waltbert befand, der die Translation durchführen ließ. Er könnte der Kirche in Daseburg eine Reliquie zukommen lassen haben.
Der baufällige Vorgängerbau der heutigen Kirche wurde in den 1880er Jahren abgebrochen, die heutige Kirche 1887/88 nach Plänen von Wilhelm Sunder-Plassmann errichtet und 1892 konsekriert. Die Kirche ist eine neugotische Hallenkirche.

## Ausstattung
Ein früherer Hochaltar, der ursprünglich von Heinrich Papen für das Kloster Hardehausen angefertigt worden war, befindet sich heute in St. Martin Wilnsdorf (Siegerland). Der jetzige Hochaltar, der keine Mensa mehr hat und nur noch als Tabernakel dient, stand früher in der Nebenapsis. In dieser wiederum befindet sich heute die aus dem 17. Jahrhundert stammende Pietà.

## Orgel
Die jetzige Orgel wurde im Jahr 1893 vom Orgelbauer Anton Döhre aus Steinheim erbaut. Das Instrument verfügt über 20 Register, verteilt auf Hauptwerk, Nebenwerk, Pedalwerk und besitzt 964 Pfeifen. Zusätzlich besitzt die Orgel zwei Tremulanten für die zwei Werke und Normalkoppeln (I/II; I/P; II/P). Sowohl die Register- als auch die Tontraktur funktionieren mechanisch. Im Jahre 1917 fand im Rahmen der Metallspende des deutschen Volkes eine Abgabe der Prospektpfeifen statt. Einen neuen Spieltisch bekam die Orgel im Jahr 1980 im Zuge der Restaurierung durch Mikis und Breimhorst, Paderborn. Eine weitere Restaurierung fand unter anderem im Jahr 2020 durch Orgelbauer Bernd Simon aus Muddenhagen statt. 
| I Hauptwerk C–f3 |            |        |
| 1.               | Bordun     | 16′    |
| 2.               | Prinzipal  | 8′     |
| 3.               | Hohlflöte  | 8′     |
| 4.               | Gamba      | 8′     |
| 5.               | Gedackt    | 4′     |
| 6.               | Oktave     | 4′     |
| 7.               | Waldflöte  | 4'     |
| 8.               | Quinte     | 2 2⁄3′ |
| 9.               | Oktave     | 2′     |
| 10.              | Mixtur 4f. | 2'     |
|                  | Tremulant  |        |

| II Positiv C–f3 |                  |     |  |
| 11.             | Quintade         | 16' |  |
| 12.             | Geigenprinzipal  | 8′  |  |
| 13.             | Salizional       | 8′  |  |
| 14.             | Lieblich Gedackt | 8'  |  |
| 15.             | Gemshorn         | 4′  |  |
| 16.             | Flöte            | 4'  |  |
|                 | Tremulant        |     |  |

| Pedal |         |     |  |
| 17.   | Violon  | 16' |  |
| 18.   | Subbaß  | 16' |  |
| 19.   | Oktave  | 8′  |  |
| 10.   | Posaune | 16' |  |